# Martti Takala
Martti Ilmari Takala, född 20 december 1924 i Helsingfors, död 6 januari 2012, var en finländsk psykolog. Han var gift med Annika Takala och far till Tuomas Takala. 
Takala blev filosofie licentiat genom disputation 1951 och var professor i psykologi vid pedagogiska högskolan i Jyväskylä/Jyväskylä universitet 1954–1988. Han var rektor för nämnda läroanstalt 1963–1967 och 1982–1888. Han var avdelningschef vid undervisningsministeriet 1967-1970. Han publicerade tillsammans med sin hustru verk om bland annat barnfamiljer och barnpsykologi, däribland Psykologinen kehitys lapsuusiässä (1980).

## Utmärkelser
- Kommendörstecknet av Finlands Vita Ros’ orden[4]
- Kommendörstecknet av Finlands Lejons orden[4]

[Redigera Wikidata]